# Midlaren
Midlaren (53° 07′ N, 6° 41′ L) é uma cidade dos Países Baixos, na província de Drente. Midlaren pertence ao município de Tynaarlo, e está situada a 14 km sudeste de Groningen.
A área de Midlaren, que também inclui as partes periféricas da cidade, bem como a zona rural circundante, tem uma população estimada em 360 habitantes.

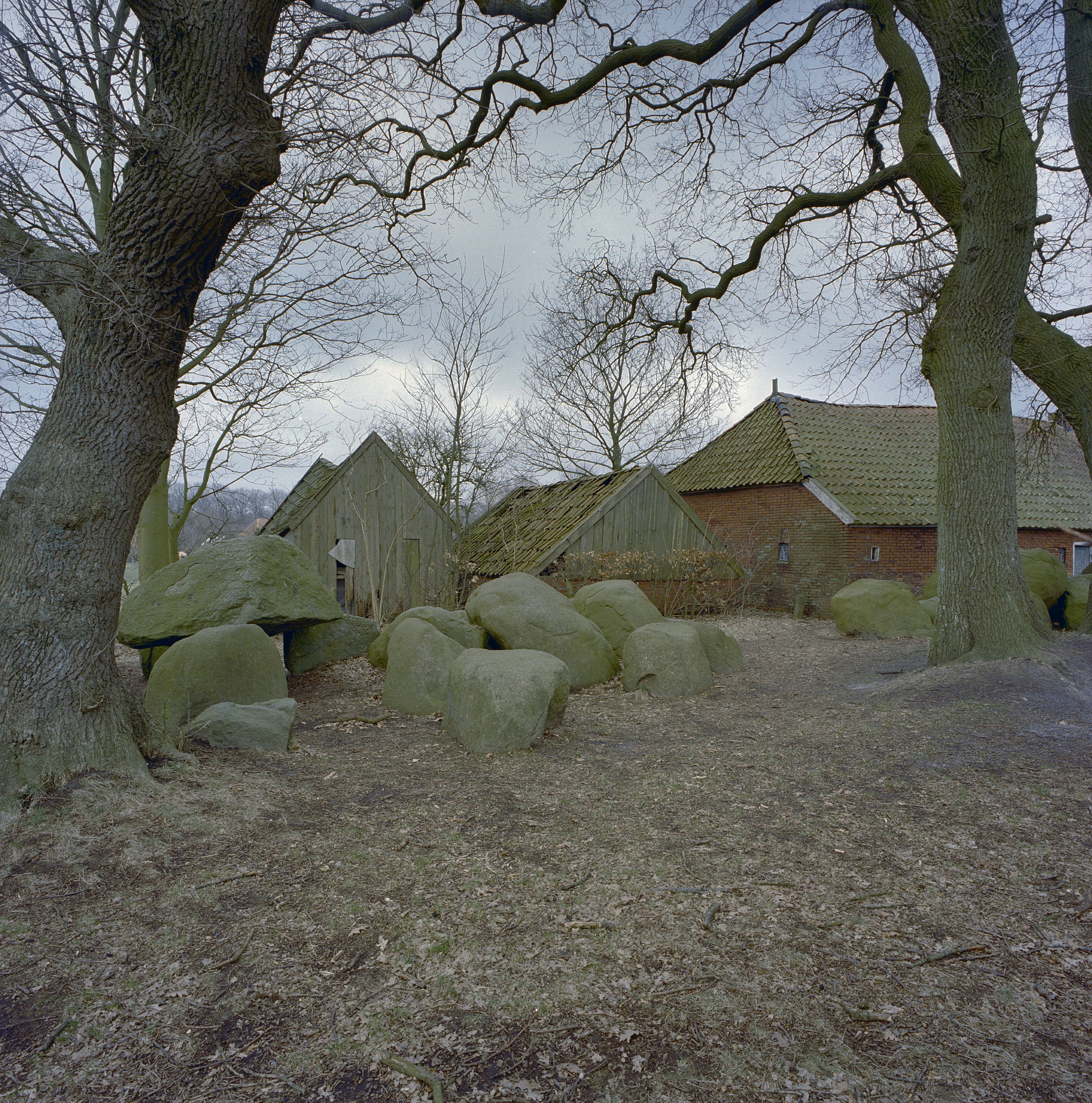
Dólmen D3 et D4,